# Chanson
Chanson française refere-se a um conjunto de gêneros de composições musicais em língua francesa, sendo que as mais antigas datam do final da Idade Média e do Renascimento. Constitui-se em termos de suas origens musicais principalmente da música erudita ou erudita.
O período da primeira metade do século XX marca verdadeiramente o nascimento do gênero, que será influenciado ao longo deste século por correntes musicais como o jazz, o rock e o pop. Depois de ter sido transmitido em locais dedicados como os cabarés, o progresso técnico (produção e distribuição de discos fonográficos, uso do microfone, cobertura mediática) permitiu popularizar em grande escala as canções e os seus intérpretes.

## Origens
A canção francesa pode ser diferenciada de acordo com os tempos. A mais antiga é provavelmente a Cantilène de Sainte Eulalie, o primeiro texto “literário” em língua francesa que data do século IX. A música mais antiga ainda cantada é Le Carillon de Vendôme do século XV.
Os primórdios verificáveis das canções datam do início da Idade Média, como canções de guerra da época do Império Franco, canções folclóricas e canções corais, algumas das quais remontam aos tempos pré-cristãos. Apenas algumas delas sobreviveram. A Canção de Rolando, que pertence ao gênero Chanson de geste, é considerada importante como uma canção de guerra e destruição na luta contra os pagãos. Estudiosos literários e historiadores, portanto, datam o início de uma “cultura da canção” no sentido estrito do termo na Alta Idade Média. As primeiras canções de entretenimento francesas datam do século XII. Um gênero importante foi a chanson de geste, que apareceu na mesma época das Cruzadas. Os trovadores vinham principalmente da cavalaria e cultivavam uma forma especial de chanson courtoise. No norte da França, esses cantores eram chamados de trouvères.